# Nina Mittelham
Nina Mittelham (Willich, 23 november 1996) is een Duitse tafeltennisser. Vanaf 2018 speelt zij in de Duitse Bundesliga voor TTC Berlin Eastside met o.a. Britt Eerland en Shan Xiaona. Ze speelt rechtshandig met de shakehandgreep.

## Belangrijkste resultaten
- Europees kampioen met het Duitse vrouwenteam op de Europese kampioenschappen 2021.
- Europees kampioen met het Duitse vrouwenteam op de Europese kampioenschappen 2023.
- Europees kampioen dubbelspel op de Europese kampioenschappen 2018 met Kristin Lang.
- Europees kampioen gemengddubbel op de Europese kampioenschappen 2020 met Dang Qiu.
- Verliezend finalist met het Duitse vrouwenteam op de Europese kampioenschappen 2017.
- Verliezend finalist dubbelspel op de Europese kampioenschappen 2020 met Sabine Winter.
- Verliezend finalist enkelspel op de Europese kampioenschappen 2022.
- Brons met het Duitse vrouwenteam op de wereldkampioenschappen 2022.